# SUSE Linux
SUSE Linux ([ˈsuːsə]) – dystrybucja Linuksa, stworzona z myślą o użytkownikach korzystających na co dzień z interfejsu graficznego i przeznaczona zarówno dla użytkowników domowych (openSUSE), jak i do zastosowań komercyjnych (SUSE Linux Enterprise). Rozwijana początkowo w Niemczech przez SuSE GmbH, w styczniu 2004 przejęta przez firmę Novell. Pierwsza wersja systemu nosiła nazwę S.u.S.E. (skrót od niem. Software- und System-Entwicklungsgesellschaft mbH, Nürnberg, od października 1998 zmieniona na SuSE) i ujrzała światło dzienne w marcu 1994. W grudniu 2006 Novell oddzielił otwartą, ogólnodostępną wersję systemu, nazwaną openSUSE i rozwijaną przez społeczność z całego świata, od wydania komercyjnego, oferowanego wraz z pomocą techniczną i skierowanego do zastosowań profesjonalnych. W maju 2011 roku Novell został przejęty przez holding The Attachmate Group. The Attachmate Group dokonało podziału swojego portfolio produktów na tzw. jednostki biznesowe, w ramach których SUSE stało się wydzieloną strukturą z większą autonomią. W 2014 roku The Attachmate Group wraz ze strukturą jednostek biznesowych został zakupiony przez Micro Focus. W lutym 2019 roku SUSE zostaje sprzedane jako samodzielna firma szwedzkiemu funduszowi EQT Partners. Od tego momentu możemy mówić o niezależności SUSE.

## Cechy dystrybucji
SUSE korzysta z menedżera pakietów RPM. Domyślnie, tuż po instalacji SUSE zawiera m.in. przeglądarkę internetową Firefox, pakiet biurowy LibreOffice i wiele innych programów.
Na szczególną uwagę zasługuje wyszukiwarka pakietów oraz instalacja jednym kliknięciem (ang. 1click install, od wydania 10.3), dzięki której można wybrać pakiet lub kolekcję pakietów z dowolnego repozytorium i zainstalować ją, posługując się przyjaznym kreatorem. Przykładem zastosowania tej technologii może być instalacja kodeków: próba odtworzenia pliku zakodowanego niezainstalowanym koderem uruchomi instalatora kodeków.
Jednym z bardziej popularnych składników dystrybucji jest YaST2 – przyjazny w obsłudze program instalacyjny, narzędzie do konfiguracji systemu i zarządzania pakietami w jednym, pozwalający na dostosowanie systemu do własnych potrzeb. Poza instalacją SUSE na dysku twardym, umożliwia wygodne, zautomatyzowane dodawanie, aktualizację i usuwanie programów (poprzez repozytoria pakietów), kontrolę usług systemowych, konfigurację sprzętu. Wyjątkiem jest program SaX2, służący do konfiguracji ekranu, myszy, klawiatury, tabletu itp., który to nie jest modułem programu YaST, a oddzielnym programem.

## Dostępne wersje systemu
Istnieje kilka wersji dystrybucji, przeznaczonych zarówno dla firm, jak i dla użytkowników indywidualnych. W wariancie komercyjnym dostępne są SUSE Linux Enterprise Desktop (SLED) lub i wersja serwerowa – SUSE Linux Enterprise Server (SLES). 
Systemy z rodziny SUSE dostępne są na architektury: x86, x86-64, PowerPC oraz (testowo) na IA64.

## Galeria

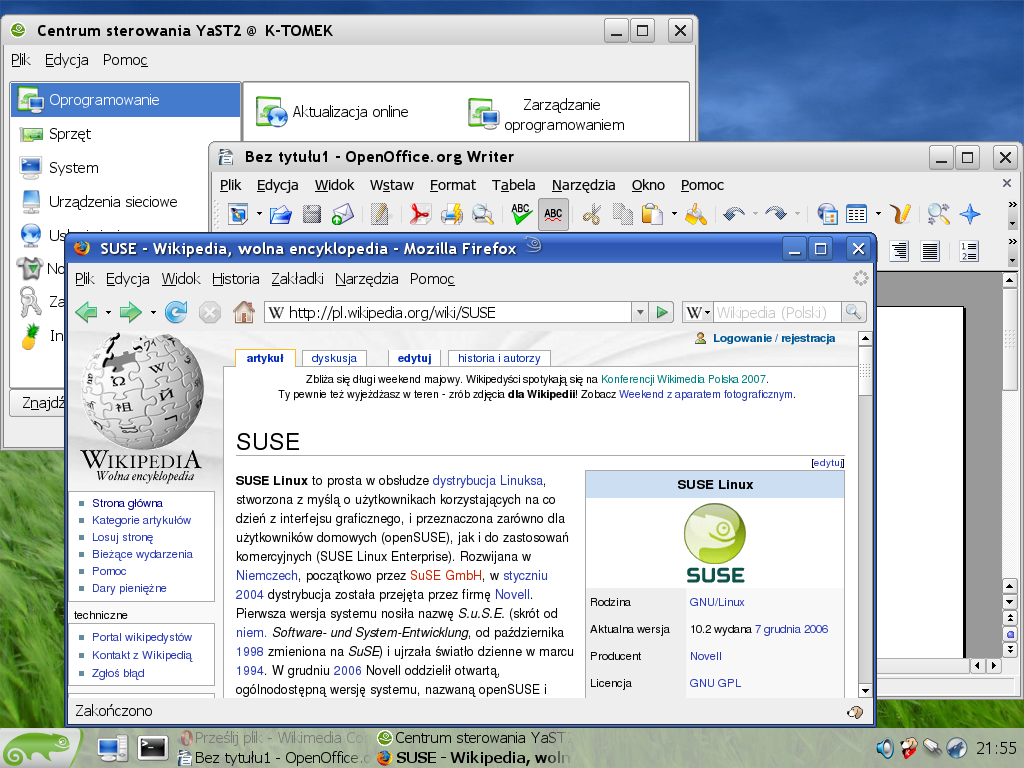
Firefox, OpenOffice.org Writer oraz YaST2
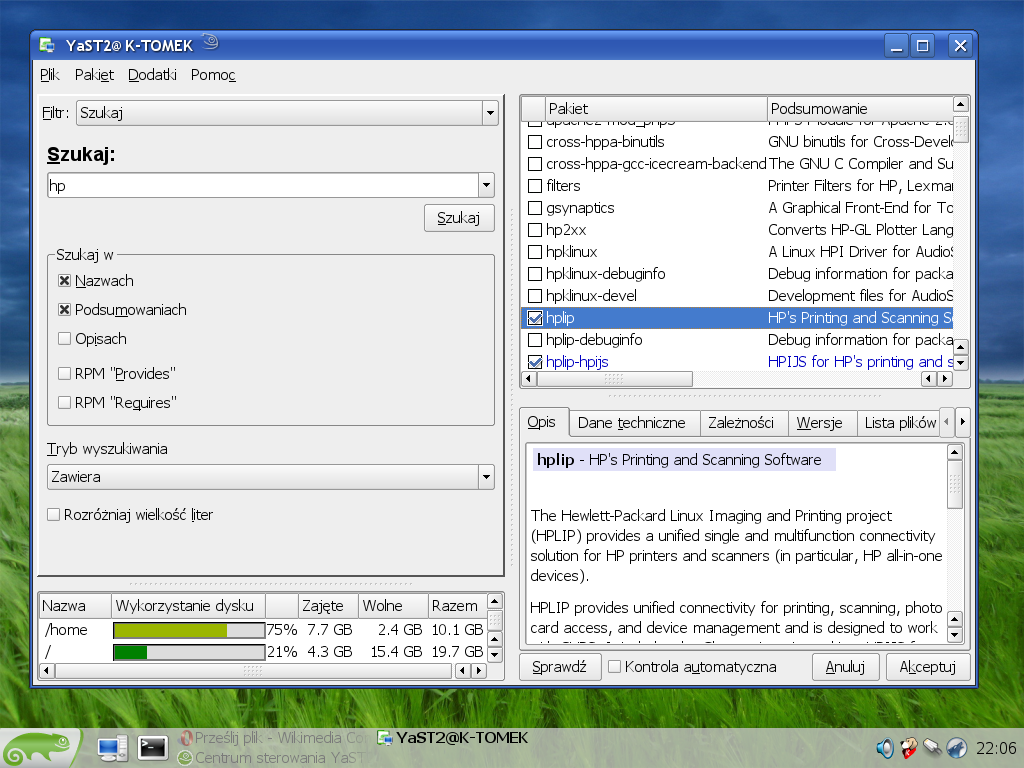
YaST2 – zarządzanie pakietami
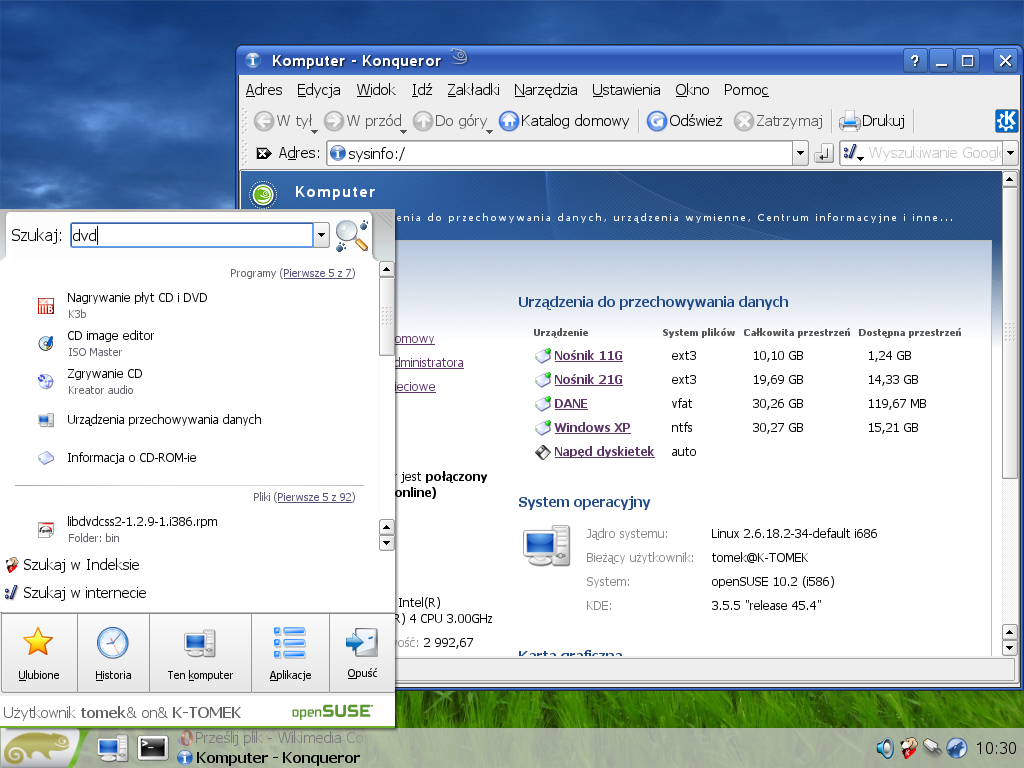
Szybkie wyszukiwanie oraz okno informacji o systemie
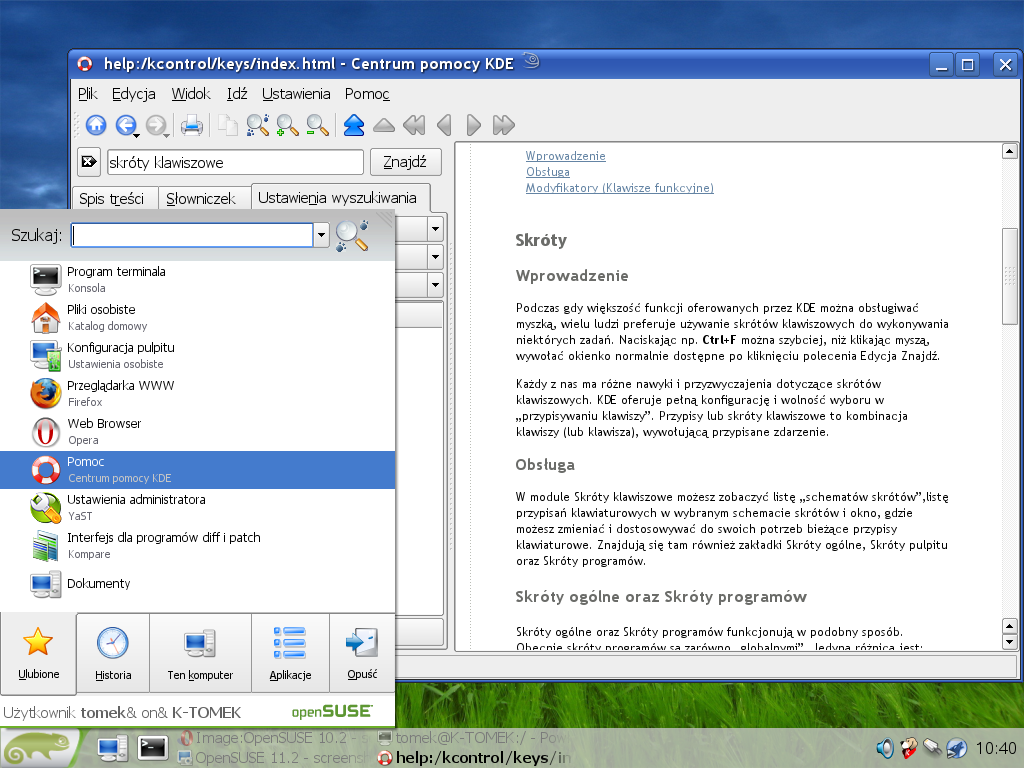
Okno pomocy (openSUSE 10.2)
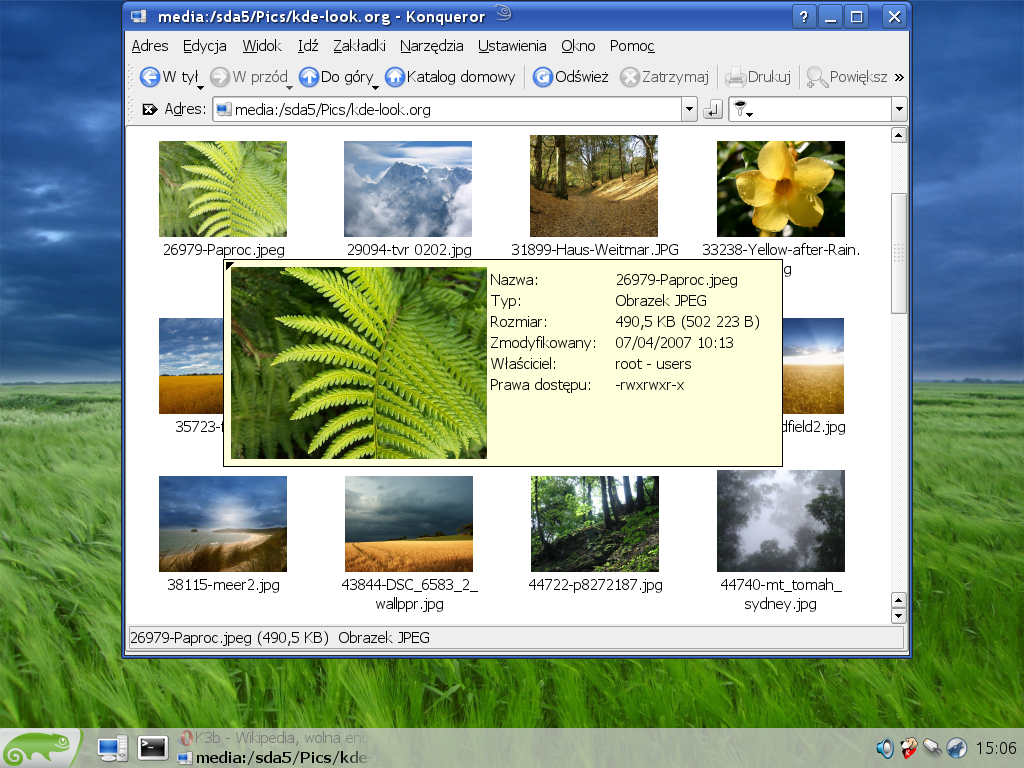
Przeglądarka plików Konqueror
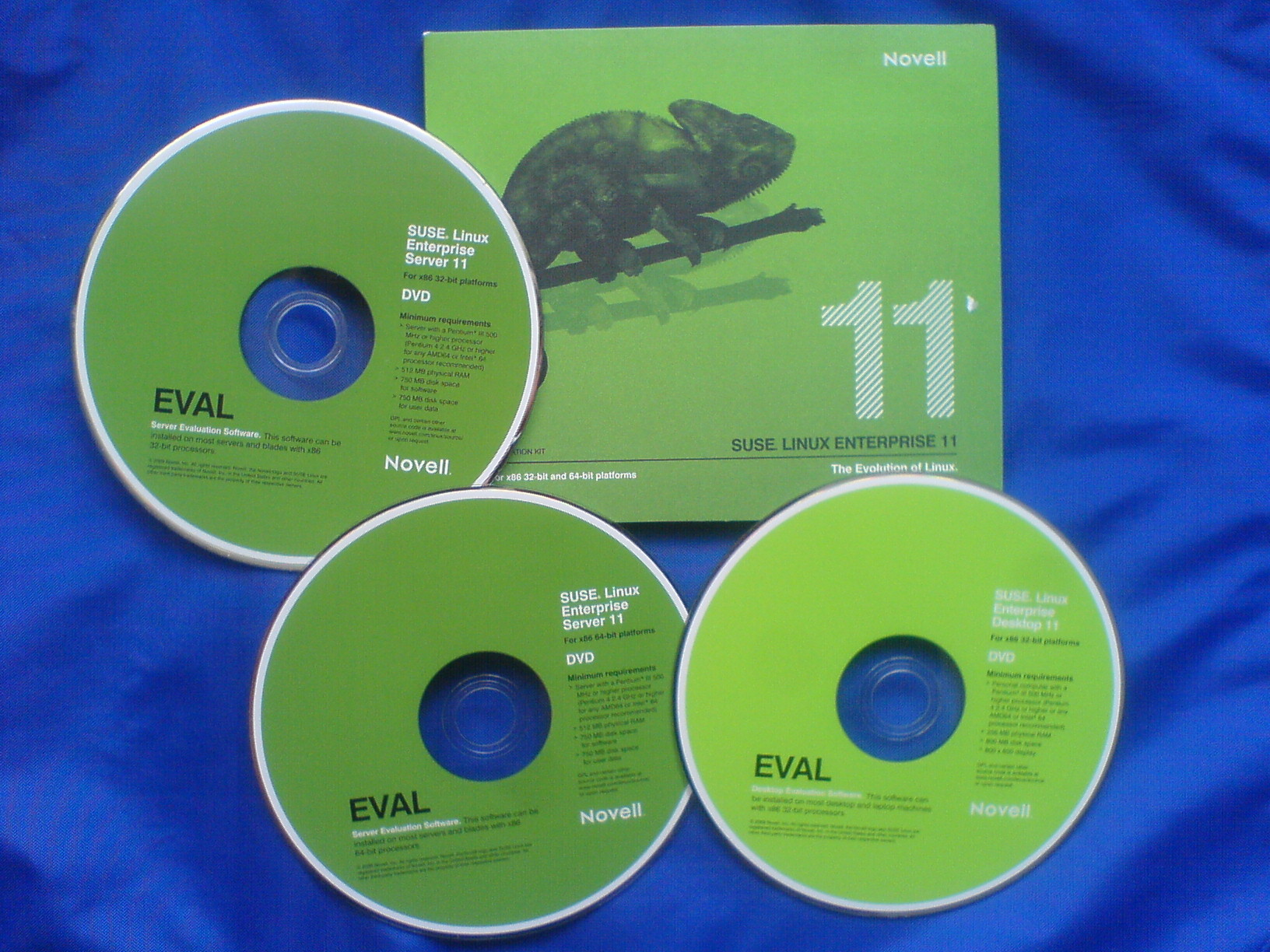
Suse 11